# NHK
La Nippon Hōsō Kyōkai (日本放送協会?), conosciuta anche sotto l'acronimo NHK, è il servizio pubblico radiotelevisivo giapponese.
Opera con due servizi televisivi terrestri (NHK General TV e NHK Educational TV), 3 servizi satellitari (NHK BS-1, NHK BS-2, e NHK Hi-Vision in alta definizione), 3 stazioni  radio (NHK Radio 1, NHK Radio 2, NHK FM) e il servizio internazionale NHK World.
La NHK possiede anche una propria casa editrice: la Japan Broadcast Publishing.

## Storia
È stata fondata nel 1926 sul modello della BBC, e nel 1941 è stata nazionalizzata dall'Esercito Imperiale Giapponese. Nel 1953 ha iniziato le prime trasmissioni televisive, a cui è seguita l'adozione del colore nel 1960. Dal 2000 trasmette in digitale.

## Mascotte
La popolare mascotte della NHK si chiama Domo-kun (どーもくん?): apparsa inizialmente in brevi sketch per segnalare la stazione, è un mostriciattolo quadrangolare nato da un uovo; è basso, peloso e marrone con degli occhi a palla neri, ed ha la particolarità di non poter chiudere la bocca, mostrando così perennemente i suoi denti appuntiti.

## NHK World
Sotto il nome di NHK World rientrano le trasmissioni dirette agli ascoltatori d'oltremare, composte da servizi televisivi (tra cui NHK World TV, NHK World Premium) e radiofonici (NHK World Radio Japan) in ventidue lingue.

## Loghi

1953–1962
1962–1995
1995–2020
1995–2020 (alternativa)
2020–attuale